# 크리스천 컨선
크리스천 컨선(영어: Christian Concern)은 CCFON Ltd의 활동을 위해 사용하는 회사 명칭으로, 영국에 기반을 두고 영국 정부와 언론을 상대로 하는 기독교 관련 단체이다.

## 역사
크리스천 컨선은 법정 변호사이자 복음주의 기독교인인 안드레아 미니첼로 윌리엄스에 의해 2008년 공동설립되었다. CCFON Ltd가 공식적으로 설립되기 전에는 자선단체인 '변호사 기독교인 단체'(The Lawyers' Christian Fellowship, LCF) 내부에 2004년부터 윌리엄스가 주도하는 인적 네트워크가 있었다. 그들은 Christian Concern For Our Nation (CCFON)의 이름으로 인터넷 도메인을 가지고 있었다. 그러나 2008년 채널 4의 탐사 보도를 통해 윌리엄스가 정치에 관여를 한 것이 드러나자, 2008년 6월 윌리엄스는 LCF와 독립된 새로운 단체를 설립하기로 하였는데, 이는 영국 법상 자선기관은 정치적 활동을 할 수 없기 때문이다.
그녀는 2008년 6월 24일 법인 CCFON Ltd를 설립한다. 2010년 10월 CCFO Ltd는 크리스천 컨선이라는 회사 명칭을 만들었다. 현 크리스천 컨선의 창립자인 안드레아 윌리엄스는 자매 단체인 기독교 법률 센터의 임원이다.

## 어젠다 및 활동
크리스천 컨선은 세속주의적 인본주의와 도덕적 상대주의에 반대하며, 낙태와 입양, 위탁, 생명윤리, 결혼, 교육, 고용, 안락사, 가족, 발언의 자유, 이슬람 등의 사회 이슈와 성적 지향관련 이슈에 있어 기독교 신앙을 선포를 중점으로 활동한다.
2005년과 2006년 크리스천 컨선은 종교를 이유로 차별을 금지하는 영국의 인종 및 종교적 혐오 방지법(Racial and Religious Hatred Act 2006)의 입법을 무산시키려고 하였으나 실패하였다. 2006년과 2007년에는 기독교인이 역차별을 받는다며 평등법(Equality Act 2006)의 성적지향 조항 개정안에 반대했으며, 2008년에는 인간수정 및 배아법(Human Fertilisation and Embryology Bill 2008)을 반대하며 의사당 앞에서 집회를 열기도 하였다. 그러나 두 법안 모두 수정 없이 원안대로 상하원의 가결을 거쳐 입법이 되었다.

## 반응
이 단체의 수장인 윌리엄스는 기독교계 보수적인 목소리를 내는 역할을 맡음으로써, 영국의 보수 기독교계의 주요 지지 인물이 되었다. 한편, 2013년 12월 잉글랜드 성공회는 자메이카에서 현지 보수 기독교와 반동성애적 연설을 한 안드레아 윌리엄스를 공격적이고 부적절한 사람이라며 공개적으로 비판하였다. 잉글랜드 성공회는, 교회가 나서서 반동성애 발언과 불관용을 조장한다는 대중적 이미지가 생겼는데, 앞으로는 교회가 모든 사람들에 신의 영광이 있고 모든 사람들이 평등하게 신의 자비를 받을 수 있음을 알리는 적절한 방법을 찾아야 한다고 발표했다.

## 2008년 채널4 다큐멘터리 논란
영국의 방송사 채널 4의 다큐멘터리 프로그램인 《Dispatches》가 2008년 5월 19일 방영한 '신의 이름으로'(In God's Name)편은 영국에서 영향력의 세를 늘리고 있는 기독교 근본주의 운동을 조사한 내용을 담고 있다. 탐사 보도 언론인인 데이비드 모델은 당시 LCF의 정책 임원으로 있던 안드레아 윌리엄스의 행적을 쫓았다. 해당 방송은 LCF가 낙태와 동성애자 권리 상승을 저지하고 신성모독죄를 시행하기 위한 활동에 관여해왔다고 밝혔다.
이 프로그램에서 데이비드 모델 본인은 윌리엄스가 기독교 복음주의를 성취하기 위해 복음주의적 믿음을 막는 법과 무조건 싸우려는 인물로 결론을 내렸다. 《Dispatches》는 윌리엄스가 보수당 소속 정치인인 노먼 테빗과 나딘 도리스를 만나는 장면을 담고 있다. 둘 모두 한때 LCF에서 일했었으며, 윌리엄스와 공통의 아젠다를 지닌 인물들이다. 윌리엄스는 불임부부의 시험관 아기를 허용하는 인간수정 및 배아법이 악마의 작품이며, 동성애는 죄악이고 지구는 생긴지 4천년 밖에 되지 않았다고 주장했다.

## 대한민국 방문
크리스천 컨선의 CEO인 윌리엄스는 대한민국의 보수 기독교계의 잦은 초청으로 대한민국을 여러번 방문하였으며, 특히 동성애자들의 인권 문제에 있어서 반대하는 목소리를 냄으로써 보수 기독교계의 주요 지지 인물이 되었다. 그녀는 영국에서 평등법이 통과된 이후 기독교인들이 차별과 탄압을 받고 있다는 사실을 알렸으며, 동성애와 낙태를 비범죄하자 이혼율과 낙태율이 급증했다고 발언하기도 하였다. 이에 대한민국의 진보 세력은 윌리엄스와 보수 기독교계가 불필요한 발언을 했다는 주장으로 맞섰다.